# Microstylum varipennatum
Microstylum varipennatum là một loài ruồi trong họ Asilidae. Microstylum varipennatum được Bigot miêu tả năm 1879. Loài này phân bố ở vùng nhiệt đới châu Phi.